# Immemoriale di Carmelo Bene
L’Immemoriale di Carmelo Bene è una fondazione "istituita e nominata erede" da Carmelo Bene, "tramite testamento pubblico" in data 28 marzo 2002, che ha come obiettivo quello della
“...conservazione, divulgazione e promozione nazionale ed estera dell'opera totale di Carmelo Bene, concertistica, cinematografica, televisiva, teatrale, letteraria, poetica, teorica, tramite l'organizzazione e l'esecuzione di concerti, spettacoli, seminari, convegni, pubblicazioni, ricerche laboratoriali sul linguaggio, sperimentazione tecnologica, musicistica, vocale, nonché di mettere a disposizione di studiosi e ricercatori idonei una biblioteca di circa 20.000 volumi e materiali dell'archivio vivente, film, opere letterarie, opera poetica, archivi musicali, radiofonici e televisivi dell'opera completa del Maestro”.
La fondazione al 2009 non operava ancora a causa della vertenza legale in corso con Raffaella Baracchi, Luisa Viglietti e Maria Luisa Bene.

## Testamento
Carmelo Bene, con la stesura del suo testamento in data da 6 ottobre del 2000, ha provveduto a nominare il primo consiglio di amministrazione della Fondazione  nelle persone di Piergiorgio Giacchè, Elisabetta Sgarbi, Bruna Filippi, Goffredo Fofi e Sergio Fava.